# Alundra
Alundra (The Adventures of Alundra na Europa) é um RPG de ação desenvolvido pela Matrix Software lançado em abril de 1997, foi um dos primeiros RPGs a serem lançados para a nova plataforma da Sony o Playstation. Quando lançado em 1998 nos Estados Unidos pelas mãos da Working Designs foi muito aclamado tanto pela crítica tanto pelos jogadores devido ao enredo e claro a mecânica do jogo em si.

## Enredo
Ao chegar na cidade de Inoa, Alundra começa a sua aventura e logo de inicio descobre que consegue entrar no sonho das pessoas. Mais tarde com o desenrolar do enredo ele descobre ser o "Releaser", aquele que deve salvar o mundo do ser chamado Melzas.
Melzas controla os sonhos das pessoas os transformando em pesadelos. 

A vítima não consegue despertar e corre risco de perder a vida. Felizmente Alundra consegue entrar na mente da vítima. O pesadelo na verdade torna-se uma fase com desafios que precisam ser superados pelo jogador para assim avançar na história.
Um dos grandes destaque de Alundra é sem dúvida nenhuma o enredo pesado com clima obscuro e muitas vezes de suspense.

## Personagens Principais
AlundraPersonagem que da nome ao jogo. Pertence ao raça dos Elna, os que podem entrar nos sonhos. Como tantos outros personagens principais não fala mas o seu perfil é facilmente identificado como um personagem com conflitos existenciais.
JessGrande criador de armas além de ter um ótimo coração, recebe Alundra em sua casa mesmo sem conhecê-lo.
MeiaAssim como Alundra é descendente dos Elna e persegue o título de "Releaser". Com o passar do tempo vai nutrindo um sentimento muito forte por Alundra...
MelzasO grande vilão, responsável pelos pesadelos que atormentam todos que vivem em Inoa.
SeptimusUm estudioso que ajuda Alundra a descobrir a verdadeira razão de estar naquela região...

## Gráficos
Alundra é um jogo 2D com sprites bem trabalhadas e com belos cenários, quando lançado se parecia com jogos da era dos 16 bits (Mega Drive e Super Nintendo).

## Gameplay
Um dos jogos mais difíceis já criados, o Gameplay lembra bastante a série Zelda e claro Landstalker (que é dos mesmos criadores).
Como um autêntico Action RPG, prima pela ação com o clássico sistema de Levels tanto utilizado nos RPGs más peca um pouco em relação ao enredo que poderia ser mais expandido.
Alundra possui puzzles dificilimos e muito criativos. O Jogo possui mais ou menos 25 horas.

## SoundTrack
Kouhei Tanaka fez um trabalho elogiado com a trilha sonora de Alundra em que as melodias se encaixam perfeitamente com o contexto do cenário em que é apresentada. Algumas vezes Tanaka utiliza a mesma música com arranjos diferentes mantendo a mesma aclamada trilha.